# Le Cardonnois
Le Cardonnois település Franciaországban, Somme megyében. Lakosainak száma 71 fő (2022. január 1.). Le Cardonnois Broyes, Welles-Pérennes, Fontaine-sous-Montdidier és Mesnil-Saint-Georges községekkel határos.

## Népesség
A település népességének változása:
| Lakosok száma | 91   | 85   | 84   | 83   | 81   | 79   | 76   | 74   | 71   |
|               | 2013 | 2015 | 2016 | 2017 | 2018 | 2019 | 2020 | 2021 | 2022 |